# مجموعة ضخمة من الكوازار
مجموعة ضخمة من الكوازار اHuge Large Quasar Group ( أو Huge-LQG ، وتسمى أيضًا U1.27 ) هي هيكل محتمل أو شبه بنية لـ 73 كوازارات كبيرة ، يشار إليها باسم مجموعة الكوازارات الكبيرة ، والتي تشغل حوالي 4 مليارات سنة ضوئية . عند اكتشافها ، تم تحديدها على أنها أكبر وأضخم هيكل معروف في الكون المرئي ،    على الرغم من أنه قد حل محله سور هرقل-كورونا بورياليس العظيم باتساع 10 مليار سنة ضوئية.  هناك أيضًا تساؤلات حول هيكلها (انظر قسم النقاش أدناه).

## الاكتشاف
روجر كلوز ، مع زملائه من جامعة سنترال لانكشاير في بريستون بالمملكة المتحدة ، أبلغوا في 11 يناير 2013 عن مجموعة من النجوم الزائفة بالقرب من كوكبة الأسد . استخدموا بيانات من كتالوج DR7QSO الذي هو جزء من مسح سلووان الرقمي للسماء  الشامل ، وهو مسح رئيسي متعدد التصوير والانزياح الأحمر الطيفي للسماء. وافاد الباحثون أن تجمع النجوم الزائفة (كوازارات) هذا يشكل أكبر بنية معروفة في الكون المرئي. تم اكتشاف الهيكل مبدئيًا في نوفمبر 2012 واستغرق التحقق منه شهرين قبل الإعلان عنه. انتشرت أخبار الهيكل في جميع أنحاء العالم ، وحظيت باهتمام كبير من المجتمع العلمي.

## خواصها
تم تقدير اتساع مجموعة النجوم الزائقة الكبيرة Huge-LQG بحوالي 1.24 Gpc في الطول ، وبالنسية للعرض بين 640 Mpc و 370 Mpc ، وتحتوي على 73 كوازار .  النجوم الزائفة هي نوى مجرية نشطة شديدة الإضاءة ، يُعتقد أنها ثقوب سوداء فائقة الكتلة تتغذى على المادة. نظرًا لأنها توجد فقط في مناطق كثيفة من الكون ، يمكن استخدام الكوازارات للعثور على كثافات زائدة من المادة داخل الكون. لها كتلة ربط تقريبية تبلغ 6.1 ×1018 كالة شمسيةM ☉ . تم تسمية Huge-LQG في البداية باسم U1.27 نظرًا لمتوسط انزياحه الأحمر البالغ 1.27 (حيث يشير الحرف "U" إلى وحدة متصلة unit من النجوم الزائفة) ،  تبلغ المسافة بينه وبين الأرض حوالي 9 مليارات سنة ضوئية. 
تبعد مجموعة ضخمة من الكوازار 615 مليون فرسح فلكي عن مجموعة Clowes – Campusano LQG (U1.28) ، وهي مجموعة من 34 كوازارًا اكتشفها الباحث الفلكي كلوز أيضًا في عام 1991.

## المبدأ الكوني
في النشرة الأولية لللباحث الفلكي كلوز عن الهيكل ، ذكر أن الهيكل يتعارض مع المبدأ الكوني. إذ يشير المبدأ الكوني إلى أنه في المقاييس الكبيرة بما فيه الكفاية ، يكون الكون متجانسًا تقريبًا ، مما يعني أن تكون التغيرات الإحصائية في الكميات مثل توزيع كثافة المادة بين مناطق مختلفة من الكون تكون صغيرة. ومع ذلك ، توجد تعريفات مختلفة لمقياس التجانس الذي يمكن اعتبار هذه التقلبات فوقه صغيرة بما يكفي ، ويعتمد التعريف المناسب على السياق الذي يتم استخدامه فيه. جاسوانت ياداف وآخرون اقترحت تعريفا لمقياس التجانس على أساس البعد الكسري للكون ؛ وخلصوا إلى أنه وفقًا لهذا التعريف ، فإن الحد الأعلى لمقياس التجانس في الكون هو 260 / ساعة Mpc .  وجدت بعض الدراسات التي حاولت قياس مقياس التجانس وفقًا لهذا التعريف قيمًا في النطاق بين 70-130 / ساعة Mpc.   
يبلغ طول سور سلون العظيم ، الذي تم اكتشافه في عام 2003 ، 423 مليون فرسخ فلكي ،  وهو أكبر بشكل هامشي من مقياس التجانس كما هو محدد أعلاه.
إن المجموعة الضخمة من الكوازارات أطول بثلاث مرات مما حدده Yadav et al كحد الأعلى لمقياس التجانس ، وبالتالي تعتبر تلك المجموعة تحديا كبيرا لفهمنا عن الكون . 
ومع ذلك ، نظرًا لوجود ارتباطات بعيدة المدى ، فمن الجديد أن نعرف أن يمكن العثور على هياكل في توزيع المجرات في الكون تمتد عبر مقاييس أكبر من مقياس التجانس. 

## خلاف
كان أحد الأسئلة التي ظهرت بعد اكتشاف Huge-LQG يتعلق بالطريقة المستخدمة في التعرف عليها. في النشرة الأولية بواسطة Clowes et al. ، كان المعيار المستخدم هو طريقة صديقة احصائية منحازة ، ولم يتم استخدامها أيضًا لتحديد وجود مجموعات أخرى مماثلة.
تم وضع هذه الطريقة موضع تساؤل من خلال ورقة بحثية كتبها Seshadri Nadathur من جامعة بيليفيلد . من خلال استخدام خريطة جديدة تتضمن جميع النجوم الزائفة في المنطقة (بما في ذلك تلك التي لم يتم تضمينها في ال 73 كوازار للمجموعة) ، فأصبح وجود الهيكل أقل وضوحًا.
بعد إجراء عدد من التحليلات الإحصائية على بيانات الكوازارات ، وإيجاد تغييرات متطرفة في عضوية وشكل المجموعة Huge-LQG مع تغييرات صغيرة في معلمات مشاهدات الكتلة ، حدد احتمال ظهور مجموعات واضحة بحجم Huge-LQG في تشكيلة عشوائية من النجوم الزائفة ، من خلال استخدام طريقة أصدقاء- الأصدقاء المماثلة المستخدمة أصلاً. باستخدام طريقة مونت كارلو التي لا تقل عن ألف مرة من الدورات ، وأنشأ مجموعة من النقاط العشوائية في الفضاء ثلاثي الأبعاد وحدد 10000 منطقة مماثلة في الحجم لتلك التي درسها Clowes ، وملأها بالكوازارات الموزعة عشوائيًا بنفس إحصائيات الموقع مثل فعل الكوازارات الفعلية في السماء.  الطريقة الأصلية من قبل Clowes تنتج ما لا يقل عن ألف مجموعة مماثلة لـ Huge-LQG ، حتى في المناطق التي يجب أن يتوقع المرء أن يكون التوزيع فيها عشوائيًا حقًا. تدعم البيانات دراسة مقياس التجانس بواسطة Yadav et al. ،  وأنه ، لذلك ، لا يوجد تحد للمبدأ الكوني.
ومع ذلك ، Clowes et al. وجدت دعمًا مستقلاً لواقع البنية من تطابقها مع خطوط امتصاص لمغنسيوم Mg II (غاز المغنيسيوم المتأين مرة واحدة ، والذي يكثر استخدامه لاستكشاف المجرات البعيدة). يشير غاز المغنسيوم Mg II إلى أن المجموعة الضخمة من الكوازارات مرتبطة بتعزيز الكتلة ، بدلاً من كونه تحديدًا إيجابيًا كاذبًا. هذه النقطة لم تناقش من قبل الأطروحة النقدية. 
المزيد من الدعم للتأكد من حقيقة وجود المجموعة الضخمة للكوازارات يأتي من عمل Hutsemékers et al.  ففي سبتمبر 2014 قاموا بقياس استقطاب الكوازارات في المجموعة الضخمة من الكوازارات ووجدوا "ارتباطًا ملحوظًا" لمتجهات الاستقطاب على نطاقات أكبر من 500 Mpc.

## أنظر أيضا
- CfA2 السور العظيم
- خيط مجري
- هرقل-كورونا بورياليس السور العظيم
- هيكل واسع النطاق للكون
- قائمة أكبر الهياكل الكونية
- سلون جريت وول
- مجمع الحوت والقطط الفائق

## للقراءة المتعمقة
- Clowes، Roger G.؛ Harris، Kathryn A.؛ Raghunathan، Srinivasan؛ Campusano، Luis E.؛ Soechting، Ilona K.؛ Graham، Matthew J. (2013). "A structure in the early universe at z ~ 1.3 that exceeds the homogeneity scale of the R-W concordance cosmology". Monthly Notices of the Royal Astronomical Society. ج. 429 ع. 4: 2910–2916. arXiv:1211.6256. Bibcode:2013MNRAS.429.2910C. DOI:10.1093/mnras/sts497.

## روابط خارجية
- http://www.star.uclan.ac.uk/~rgc/ نسخة محفوظة 2 ديسمبر 2020 على موقع واي باك مشين.
- الستون من الرموز: أكبر شيء في الكون (فيديو)